# Duca di Arjona
Il Ducato di Arjona è un titolo nobiliare spagnolo con Grandato di Spagna appartenente alla Corona di Castiglia. Insiste sul territorio dell'omonimo municipio andaluso di Arjona nella provincia di Jaén.

## Storia
Si tratta del più antico titolo ducale con Grandato di Spagna che si conosca. Venne concesso per la prima volta nel 1423 come titolo vitalizio dal re Giovanni II di Castiglia a suo cugino Fadrique Enríquez de Castro, già secondo conte di Trastámara, che lo appose al suo nome divenendo Don Fadrique de Arjona. Questo ducato gli fu successivamente confiscato, ad opera dello stesso Giovanni II che glielo concedette in origine, poco prima della sua morte - avvenuta in carcere nel castello di Peñafiel nel 1532 - per l'atteggiamento ribelle verso la Corona spagnola.
Nel 1430 la villa di Arjona, sede del ducato, venne assegnata ancora una volta dal re Giovanni II di Spagna a Fadrique di Aragona, figlio bastardo di Martino il giovane, senza che però venisse fatta menzione al titolo ducale che ne accompagnava la concessione. Da questo avvenimento deriva il dubbio della reale riassegnazione del titolo ducale di Arjona fino al secolo XX.
Nel 1902 infatti il ducato fu "riabilitato" e concesso con carattere ereditario dal re di Spagna Alfonso XIII a Jacobo Fitz-James Stuart y Falcó, diciassettesimo duca d'Alba, discendente di Beatriz de Castro la Vieja, sposa in seconde nozze del conte di Lemos.

## Il titolo oggi
Attualmente il titolo è posseduto da Cayetana Fitz-James Stuart, diciottesima duchessa d'Alba, figlia di Jacobo Fitz-James Stuart y Falcó che lo annovera fra i suoi sei ducati con grandezza di Spagna.